# Herb gminy Nowa Karczma
Herb gminy Nowa Karczma – symbol gminy Nowa Karczma

## Wygląd i symbolika
Herb przedstawia na tarczy w polu błękitnym cztery czerwone strzałki w krzyż, przed nimi złoty kłos zboża, a powyżej: srebrne pióro, wizerunek dworu i srebrną szablę.